# 劇団一跡二跳
劇団一跡二跳は日本の劇団で、主宰は古城十忍。1986年結成、2008年解散。その後、2010年4月、旗揚げ公演「死ぬのは私ではない」で、劇団ワンツーワークスとして再始動。

## 作品
- 旗揚公演「狂い咲くのもよろしかろ」作・演出：古城十忍　1986年7月8日～13日　於：パモス青芸館(池袋)作・演出　古城十忍
- 第 2回公演「さよなら最後の応援団」1986年11月19日～24日　於：シアター・グリーン(池袋)
- 第 3回公演「にぎやかな開演ベル」1987年2月　於：シアター・グリーン(池袋)
- 第 4回公演「パートナー」1987年8月6日～9日　於：駅前劇場(下北沢)
- 第 5回公演「白と黒のフーガ」1988年1月19日～24日　於：ザ・スズナリ(下北沢)
- 第 6回公演「赤のソリスト」1988年6月17日～21日　於：ザ・スズナリ(下北沢)
- 第 7回公演「テキーラ・サンライズ」1988年10月13日～18日　於：ザ・スズナリ(下北沢)
- 第 8回公演「さよなら最後の応援団AGAIN」1989年2月23日～26日　於：シアターモリエール(新宿)

（1989年2月13日パルテノン多摩小劇場フェスティバル'89参加）
- 第 9回公演「藍と青のカノン」1989年8月8日～13日　於：ザ・スズナリ(下北沢)
- 第10回公演「赤のソリスト89」1989年11月18日～19日　於：相鉄本多劇場、1989年11月28日～12月3日　於：シアターモリエール(新宿)
- 第11回公演「イエスマンの最後のイエス」1990年3月28日～4月1日　於：シアターモリエール(新宿)
- 第12回公演「赤と朱の(レッド･しゅーズ)ラプソディ」1990年7月25日～29日　於：ザ・スズナリ(下北沢)、8月25日～26日シアターＶアカサカ（赤坂）
- 第13回公演「テラよりの私信」1990年11月28日～12月2日　於：スペース107(新宿)
- 第14回公演「テキーラ・サンライズ」1991年3月29日～4月3日　於：駅前劇場(下北沢)
- 第15回公演「狭くなる部屋」1991年11月27日～12月1日　於：ザ・スズナリ(下北沢)
- 第16回公演「夏の夜の貘」原作：大島弓子　1992年3月25日～29日　於：ザ･スズナリ(下北沢)
- 第17回公演「イエスマンの最後のイエス」1992年7月8日～12日　於：渋谷ジァン・ジァン(渋谷)(ジァン・ジァン提携公演）
- 第18回公演「夏の夜の貘」1992年11月28日～12月6日　於：ザ･スズナリ(下北沢)
- 第19回公演「SとFのワルツ」1993年4月10日～18日　於：ザ･スズナリ(下北沢)
- 第20回公演「赤のソリスト93」1993年10月6日～11日　於：スペース107(新宿)
- 第21回公演「ONとOFFのセレナーデ」1994年2月2日～6日　於：青山円形劇場(渋谷)
- 第22回公演「イエスマンの最後のイエス94」1994年4月15日～24日　於：駅前劇場(下北沢)
- 第23回公演「夏の夜の貘」1994年8月3日～7日　於：シアターサンモール(新宿)(FromA ACT-ALIVE　主催：ニッポン放送)
- 第24回公演「愛しすぎる男たち」1994年4月15日～24日　於：駅前劇場(下北沢)
- 第25回公演「幻想作家の書き殴る夜」1995年2月23日～26日　於：大田区民プラザ(下丸子)(下丸子[演劇]ふぇすた'95参加)
- 第26回公演「ONとOFFのセレナーデ」1995年4月13日～16日　於：六行会ホール(品川)(六行会提携公演)
- 第27回公演「眠れる森の死体」1995年7月5日～9日　於：青山円形劇場(渋谷)
- 第28回公演「声しか見えない－あるいはK氏の右目の大叛乱」1995年11月15日～19日　於：東京芸術劇場小ホール１(池袋)
- 第29回公演「愛しすぎる男たち」1996年3月26日～31日　於：シアターサンモール(新宿)
- 第30回公演「リセット」1996年7月17日～28日　於：ザ･スズナリ(下北沢)
- 第31回公演「新版 幻想作家の書き殴る夜－宮澤賢治・太宰治・中原中也の明けない夜明け」1996年10月26日～11月3日　於：シアターＶアカサカ(赤坂)
- 第32回公演「少女と老女のポルカ」1997年2月18日～23日　於：シアタートップス(新宿)
- 第33回公演「楽しい暴力」1997年7月23日～29日　於：シアタートップス(新宿)
- 第34回公演「声しか見えない－あるいはＫ氏の右目の大叛乱」1997年11月5日～9日　於：シアターサンモール(新宿)
- 第35回公演「平面になる」1998年3月11日～15日　於：青山円形劇場(渋谷)
- 第36回公演「アジアン･エイリアン」1998年7月22日～27日　於：シアタートップス(新宿)
- 第37回公演「ONとOFFのセレナーデ」1998年11月18日～23日　於：東京芸術劇場小ホール1(池袋)、11月28日～29日　於：水戸芸術館ACM劇場
- 第38回公演「少女と老女のポルカ」1999年1月28日～2月1日　於：紀伊國屋ホール(新宿)
- 第39回公演「ガッコー設立委員会！」1999年6月16日～23日　於：シアタートップス(新宿)
- 第40回公演「醜形恐怖。」1999年11月4日(早島町町民総合会館)11月5日～6日(岡山市民文化ホール)11月7日(玖珂町こどもの館)9日(呉市民会館ホール)10日(広島青少年センター)11日(松山市民会館中ホール)13日(高知県民文化ホール)18日(四日市文化会館第2ホール)11月24日～28日(新宿シアターサンモール)12月4日～5日水戸芸術館ACM劇場
- 第41回公演「アジアン･エイリアン」2000年3月18日～29日　於：シアタートップス(新宿)
- 第42回公演「コネクト」2000年7月19日～23日　於：紀伊國屋サザンシアター(新宿)
- 第43回公演「愛しすぎる男たち」2001年1月17日～23日　於：青山円形劇場(渋谷)
- 第44回公演「海のてっぺん」2001年4月25日～29日　於：紀伊國屋ホール(新宿)
- 第45回公演「肉体改造クラブ」2001年8月25日～9月2日　於：ザ･ポケット(中野)
- 第46回公演「奇妙旅行」2002年3月9日～17日　於：シアタートップス(新宿)
- 第47回公演「その男、顔のない」2002年7月17日～21日　於：紀伊國屋サザンシアター(新宿)
- 第48回公演「コネクト」2002年12月17日～17日　於：東京芸術劇場小ホール１(池袋)
- 第49回公演「殺意の家」2003年5月10日～18日　於：シアタートップス(新宿)
- 第50回公演「パラサイト パラダイス」2003年12月10日～21日　於：シアタートップス(新宿)
- 第51回公演「声しか見えない」2004年4月21日～25日　於：紀伊國屋ホール(新宿)
- 第52回公演「赤のソリスト04」2004年8月18日～25日　於：シアタートップス(新宿)
- 第53回公演「Dの呼ぶ声」2005年1月20日～30日　於：ザ･スズナリ(下北沢)
- 第54回公演「パラサイト･パラダイス」2005年10月19日～26日　於：シアターグリーンメインホール(池袋)
- 第55回公演「嘘族」2006年2月9日～19日　於：シアタートップス(新宿)
- 第56回公演「平面になる」2006年6月14日～18日　於：紀伊國屋サザンシアター(新宿)
- 第57回公演「アラブ・イスラエル・クックブック」作：ロビン・ソーンズ、翻訳：鈴木小百合、演出：古城十忍　2006年11月3日～12日　於：シアタートップス(新宿)
- 第58回公演「きりぎりす」2007年4月　於：シアタートップス(新宿)
- 第59回公演「誰も見たことのない場所」2007年10月24日～28日　於：シアターサンモール(新宿)、11月1日アステールプラザ(広島)、11月3日ピーポート甘木(福岡）11月5日宇部市民会館
- 第60回公演「流れる庭－あるいは方舟」2008年7月3日～13日　於：シアタートップス(新宿)